# أندي ويلسون (لاعب كرة قدم)
أندي ويلسون (بالإنجليزية: Andy Wilson)‏ هو لاعب كرة قدم أسترالية ولاعب كرة قدم أسترالي، ولد في 25 سبتمبر 1951. لعب مع نادي إسندون لكرة القدم.

## وصلات خارجية
- أندي ويلسون على موقع AustralianFootball.com (الإنجليزية)
- أندي ويلسون على موقع AFLtables.com (الإنجليزية)